# Stargate (jeu vidéo, 1995)
Pour les articles homonymes, voir Stargate (homonymie).
Stargate est un jeu vidéo de plate-forme et d'action sorti en 1995 sur Game Boy, Mega Drive et Super Nintendo. Le jeu a été développé par Torus Games et édité par Acclaim.
Il est basé sur le film Stargate, la porte des étoiles, sorti en 1994. En 2015, dans le cadre d'un projet, les responsables du site Internet Archive ont mis en ligne 2 300 jeux MS-DOS jouables sur navigateur dont celui sur Stargate édité par Acclaim en 1995,.